# Михаил Бучински
Михаил Иванов Бучински е български революционер, деец на Вътрешната македоно-одринска революционна организация.

## Биография
Михаил Бучински е роден в 1880 година в град Горна Джумая, тогава в Османската империя. Завършва трети гимназиален клас и се занимава с търговия. Влиза във ВМОРО и в 1905 година е четник при Кръстьо Новоселски в Струмишки революционен окръг.
При избухването на Балканската война в 1912 година е доброволец в Македоно-одринското опълчение, служи в Струмишката чета и участва в освобождението на Горна Джумая. През Междусъюзническата война е в 4 рота на 13 кукушка дружина. Според някои източници изчезва безследно в сражението на връх Емирица, а според други се уволнява жив с цялото опълчение на 10 август 1913 година.